# Sierra de Fray Cristóbal
La sierra de Fray Cristóbale es un cordal montañoso de unos 27 km de longitud en el centro-norte del condado de Sierra en Nuevo México. La sierra rodea el límite oriental de la reserva del Elephant Butte en el río Grande y la sierra se encuentra hacia el suroeste de la Jornada del Muerto, una región desértica al este del río.

## Descripción
La sierra de Fray Cristóbal es de características áridas, de elevación moderada y de dirección norte-sur con sus 27 km de longitud y tan solo 7 millas de ancho. La colina Cráter 5087 pies (1551 m) se ubica al oeste del condal central y al norte de los Black Bluffs en la reserva del Acantilado Rojo.
Su punto más elevado se encuentra en el cerro de Fray Cristóbal con sus 6003 pies (1830 m), y se ubica en el perímetro norte de la sierra. La sierra está ubicada en las coordenadas:33°28′12″N 107°05′55″O / 33.47007, -107.098641